# Dignonville
Dignonville – miejscowość i gmina we Francji, w regionie Grand Est, w departamencie Wogezy.
Według danych na rok 1990 gminę zamieszkiwało 179 osób, a gęstość zaludnienia wynosiła 30 osób/km² (wśród 2335 gmin Lotaryngii Dignonville plasuje się na 866. miejscu pod względem liczby ludności, natomiast pod względem powierzchni na miejscu 924.).